# Nagy Boldizsár (jogász)
Nagy Boldizsár (Budapest, 1953. október 22. –) nemzetközi jogász.

## Pályafutása
1977-ben az Eötvös Loránd Tudományegyetem Állam- és Jogtudományi Karon szerzett jogászi képesítést. 1977 és 2017 között tanított az ELTE-n.  1985-ben a Johns Hopkins Egyetem nemzetközi tanulmányok szakán szerzett diplomát.
1992 óta a Közép-európai Egyetemen is tanít, jelenleg docens.
1993 és 1997 között ügyvédként képviselte a Magyar Köztársaságot a hágai Nemzetközi Bíróságon a Szlovákiával a Bős-Nagymarosi Vízlépcsőrendszer ügyében folytatott perben.
2007 decemberében őt jelölte Sólyom László köztársasági elnök a jövő nemzedékek ombudsmanjának, ám az Országgyűlés nem választotta meg. 
2012-ben megvédte PhD dolgozatát, amelyet a Gondolat Könyvkiadó még abban az évben kiadott „A magyar menekültjog és menekültügy a rendszerváltozástól az Európai Unióba lépésig” címmel.

## Díjai
- 2006: A Magyar Köztársasági Érdemrend lovagkeresztje
- 2001: az ENSZ Menekültügyi Főbiztossága Menedék díja

## Külső hivatkozások
- Nagy Boldizsár honlapja